# إقليم أوشانا
إقليم أوشانا هو إقليم في ناميبيا، عاصمته أوشاكاتي، تبلغ مساحته 8,653 كيلومتر مربع.